# 察隅裸趾虎
察隅裸趾虎（学名：Cyrtodactylus cayuensis）一种发现于中华人民共和国西藏自治区东南部察隅县的壁虎，隶属壁虎科裸趾虎属。本种最初作为卡西裸趾虎（Cyrtodactylus khasiensis）的一个亚种发表，之后有学者基于地理分布与形态学研究，认为本种为有效的独立种。

## 形态特征
正模标本雄性。头体长57.6毫米，尾长61.5毫米。背面灰褐色，具有深褐色不规则的波浪状条纹，腹面白色，鳞片上有棕褐色小点。尾背有呈浅褐色与暗褐色相间的环纹12条，尾腹面比尾背面略浅，环纹色浅。

## 保护
本种于2023年被收录入《有重要生态、科学、社会价值的陆生野生动物名录》。